# علياء مالك
علياء مالك (مواليد 29 ديسمبر 1974) صحفية ومحامية أمريكية من أصل سوري.
ولدت علياء في بالتيمور بولاية ماريلاند عام 1974. هاجر والداها إلى الولايات المتحدة من سوريا. تخرجت مالك في جامعة جونز هوبكنز عام 1996. إنها ثم حصل على JD درجة في مركز القانون بجامعة جورج تاون . عملت كمحامية للحقوق المدنية في قسم الحقوق المدنية بوزارة العدل الأمريكية ثم عادت إلى المدرسة لاحقًا للحصول على درجة الماجستير في الصحافة من جامعة كولومبيا .  نشرت كتابها الأول في عام 2009 ، A Country Called Amreeka . من 2011 إلى 2013 ، عاشت في دمشق ، سوريا. تستند مذكراتها "الوطن الذي كان بلدنا" إلى هذه الفترة. عملت أيضًا كاتبة أولى في قناة الجزيرة الأمريكية . ظهرت قصصها في منشورات مثل The New Yorker و The New York Times و The Nation .

## الجوائز
- 2016 - جائزة هيت [4][5]

- دولة تسمى أمريكا: الجذور العربية ، الحكايات الأمريكية نيويورك: فري برس ، 2009.(ردمك 9781416592686) ،297405959
- (محرر) باتريوت أكتس: روايات لما بعد 11 سبتمبر ظلم سان فرانسيسكو ، كاليفورنيا. كتب McSweeneys 2011.(ردمك 9781936365371)رقم ISBN 9781936365371 ،838115917
- المنزل الذي كان بلدنا: مذكرات سوريا نيويورك ، نيويورك: نيشن بوكس ، 2017.(ردمك 9781568585321)رقم ISBN 9781568585321 ،961457621 [6][7][8][9][10][11]